# سو بيركنز
سو بيركنز (بالإنجليزية: Sue Perkins)‏ هي مقدمة تلفزيونية وكاتبة سيناريو وممثلة بريطانية، ولدت في 22 سبتمبر 1969 في Dulwich ‏ في المملكة المتحدة.

## وصلات خارجية
- سو بيركنز على موقع IMDb (الإنجليزية)
- سو بيركنز على موقع ميوزك برينز (الإنجليزية)
- سو بيركنز على موقع ديسكوغز (الإنجليزية)
- سو بيركنز على موقع قاعدة بيانات الفيلم (الإنجليزية)